# Parc La Fontaine
Le parc La Fontaine est un grand parc de Montréal, dans l'arrondissement du Plateau-Mont-Royal. Il a été nommé en l'honneur de Louis-Hippolyte La Fontaine. Il se trouve dans le quadrilatère formé par la rue Sherbrooke, l'avenue du Parc-La Fontaine, la rue Rachel et l'avenue Papineau.

## Histoire
Le parc La Fontaine (anciennement Logan Park) se trouve sur les terrains de l'ancienne ferme Logan. Cette terre, cédée en 1845 au Canada, sert de champ de manœuvres militaires pendant 40 ans. Les soldats de la garnison britannique y logent et s'y entraînent en pleine nature et aussi utiliser cette zone pour fonder le Montreal Hunt Club.

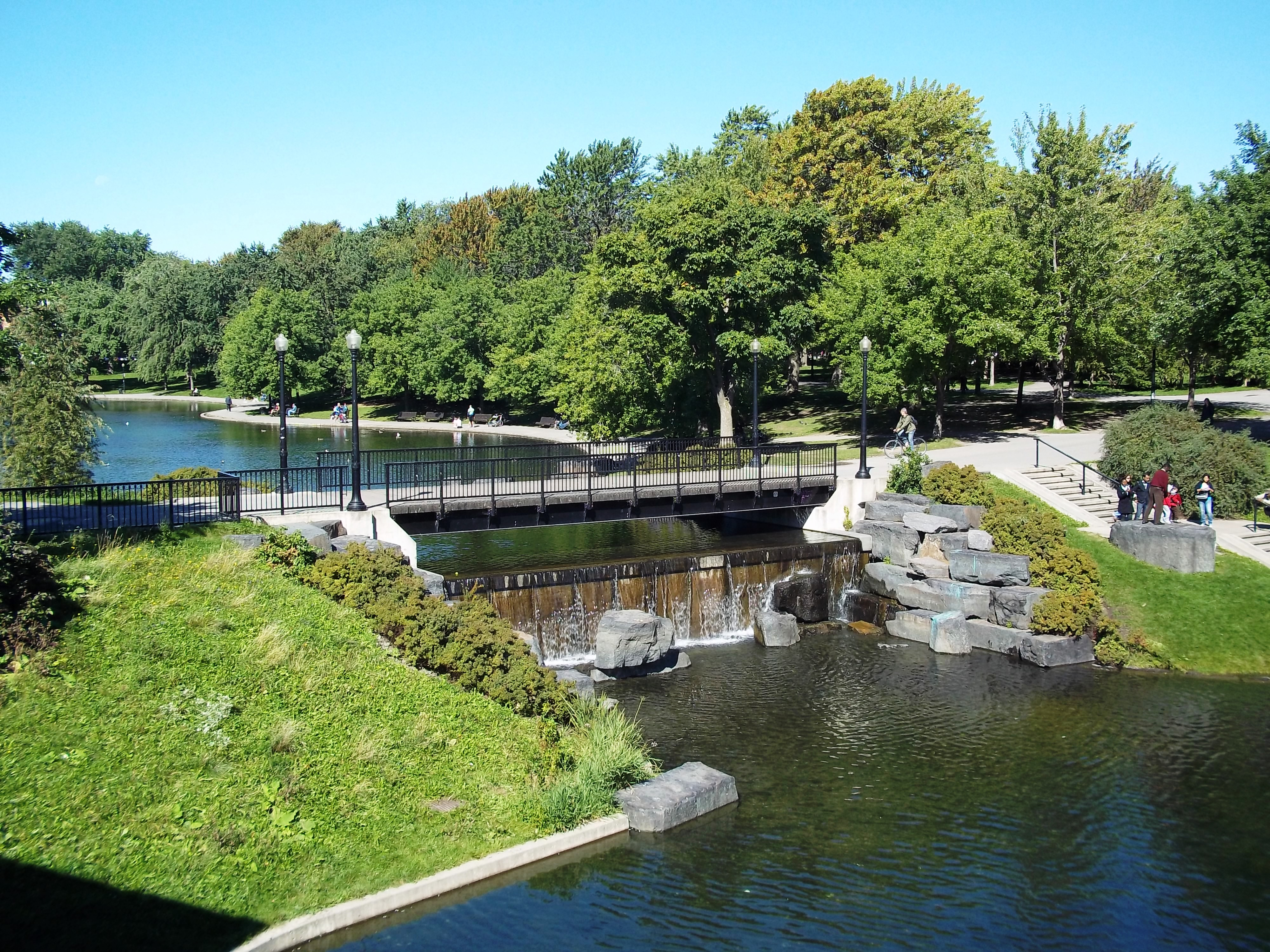
Bassins, de niveaux différents

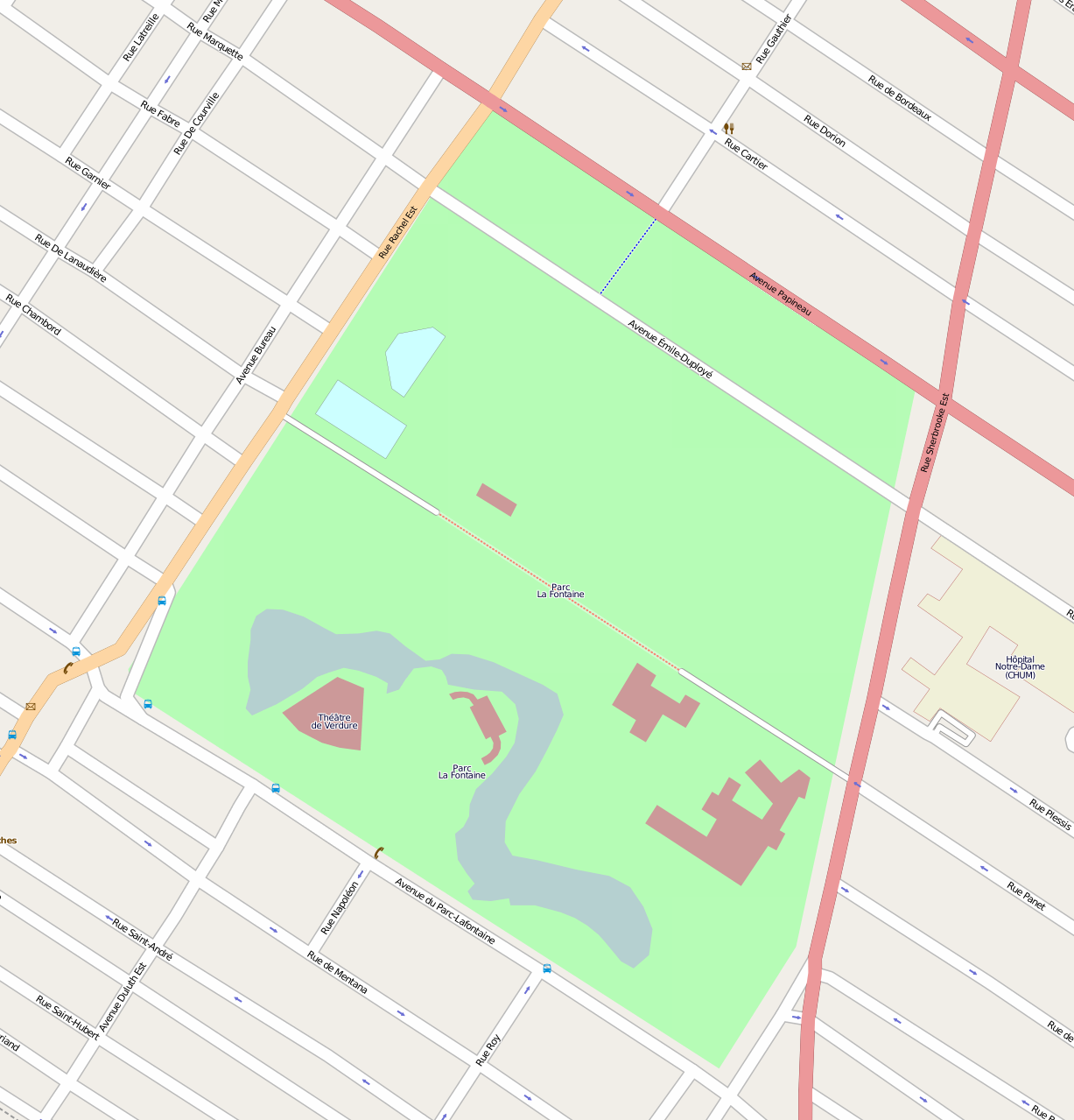
Carte du Parc La Fontaine

La ville de Montréal loue une partie de la ferme Logan pour créer un parc, qu'on inaugure en 1874 sous le nom de parc Logan. Les premiers grands travaux d'embellissement et d'aménagement sont entrepris en 1888. Ils s'inscrivent dans la phase d'aménagement des grands parcs naturels de la ville, comme le parc du Mont-Royal et l'île Sainte-Hélène. Deux ans plus tard, on y déménage les serres du square Viger ; c'est là que sont produites, jusqu'en 1952, les fleurs qui ornent la ville.
En 1890, une maison est construite pour le gardien ; pendant 60 ans, elle est habitée par le surintendant des parcs, Émile Bernadet, et sa famille.
En 1900, la ville creuse deux bassins, de niveaux différents, au centre du parc ; ils sont séparés par une cascade au-dessus de laquelle l'architecte et paysagiste Clovis Degrelle aménage un pont, le « pont des Amoureux ».
Occupant une place de plus en plus importante dans le cœur de la population francophone, le parc Logan est rebaptisé parc La Fontaine en 1901, lors du défilé de la Saint-Jean-Baptiste. Il est nommé, non pas en fonction de sa célèbre fontaine, ni du fameux écrivain, mais en mémoire de Louis-Hippolyte La Fontaine, le premier ministre francophone du Canada-Uni.
Trois ans plus tard, la ville exproprie les résidences de l'îlot et, en 1909, le gouvernement fédéral fait don de la quasi-totalité de la section ouest.

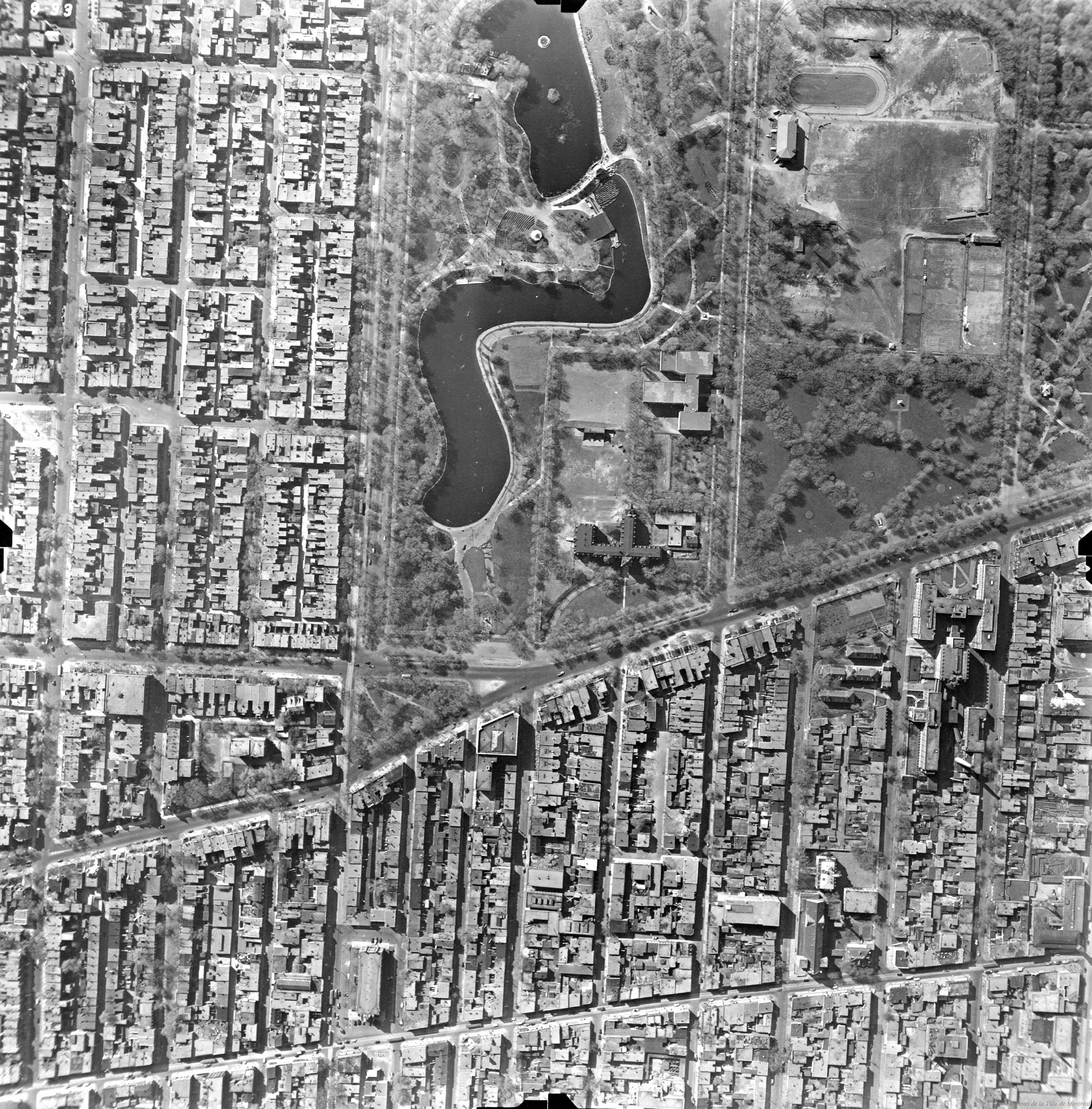
Photo aérienne, 1947.

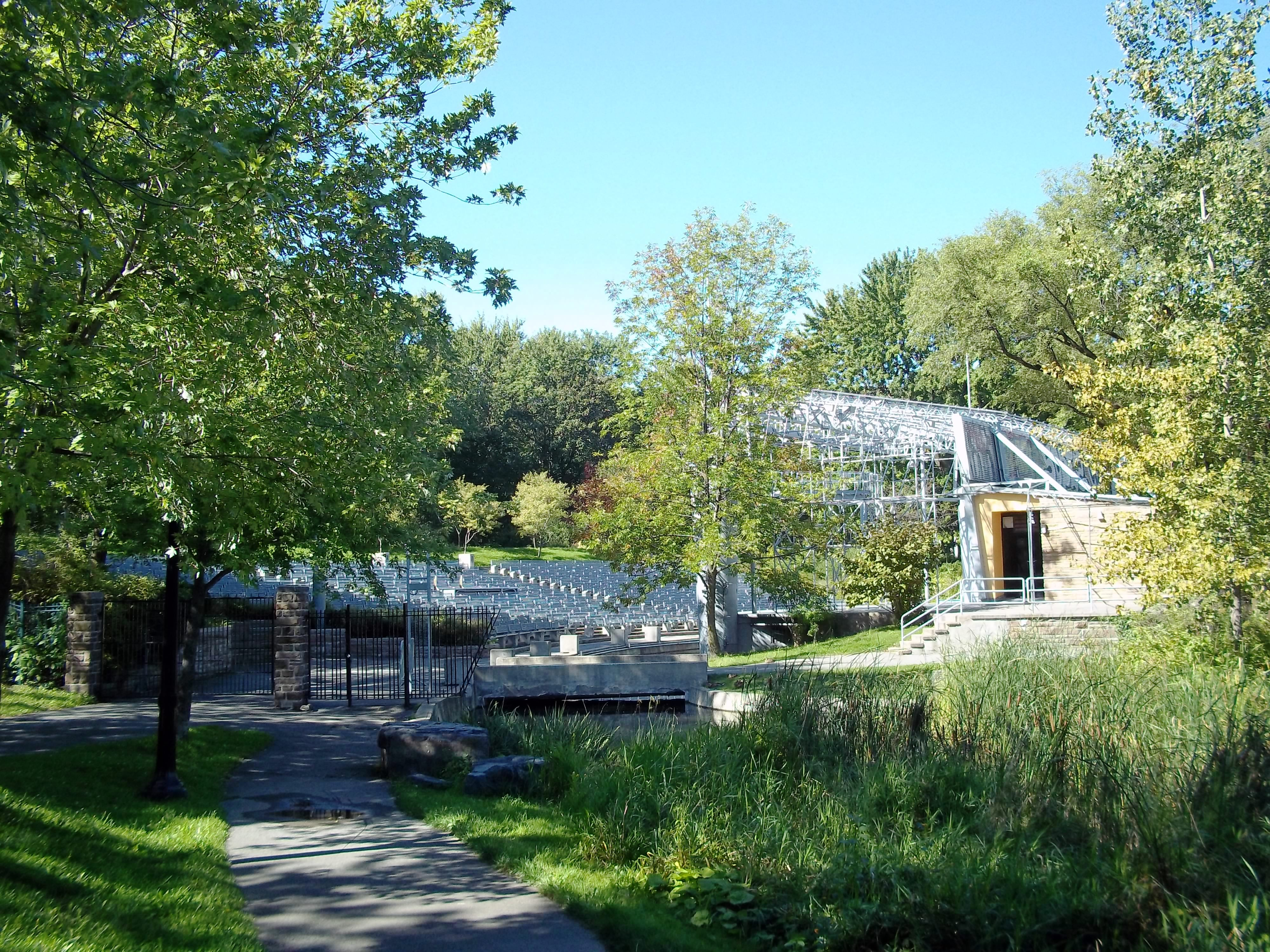
Théâtre de Verdure.

La fontaine lumineuse, qu'on doit à Léon Trépanier et à la commandite de Westinghouse, est aménagée en 1929 dans le bassin nord et le monument en l'honneur de Louis-Hippolyte La Fontaine est érigé. Une vingtaine d'années plus tard, sous la direction de Claude Robillard, directeur du Service des parcs, le parc est complètement réaménagé. C'est le début de la construction du chalet-restaurant (le précédent avait été détruit par le feu en 1944) selon les plans de l'architecte Donat Beaupré. Le nouvel édifice fait partie d'un plan comprenant un pavillon central, une conque pour concerts symphoniques, un amphithéâtre d'une capacité de 4 000 sièges, un nouveau pont et une modification des deux étangs. Les serres, la maison du gardien, la cascade et le pont Degrelle sont démolis. C'est en 1953 que le chalet-restaurant est inauguré par le maire Camilien Houde.
Le Théâtre de Verdure est inauguré le 8 juillet 1956. C’est de nouveau Claude Robillard qui a l’idée de bâtir en plein air une scène de spectacle inspirée des amphithéâtres antiques en demi-cercles. En 1965, sous la direction de Germaine Dugas, le théâtre devient une boîte à chanson où se produisent, entre autres, Clémence Desrochers, Raymond Lévesque, Pauline Julien et Yvon Deschamps. Depuis lors, le théâtre propose, dans un cadre champêtre, une programmation culturelle diverse et gratuite. En 2022, la firme d’architecture Lemay a signé la restauration du Théâtre de Verdure. L’institution culturelle rouvre donc ses portes au public en juin de la même année.

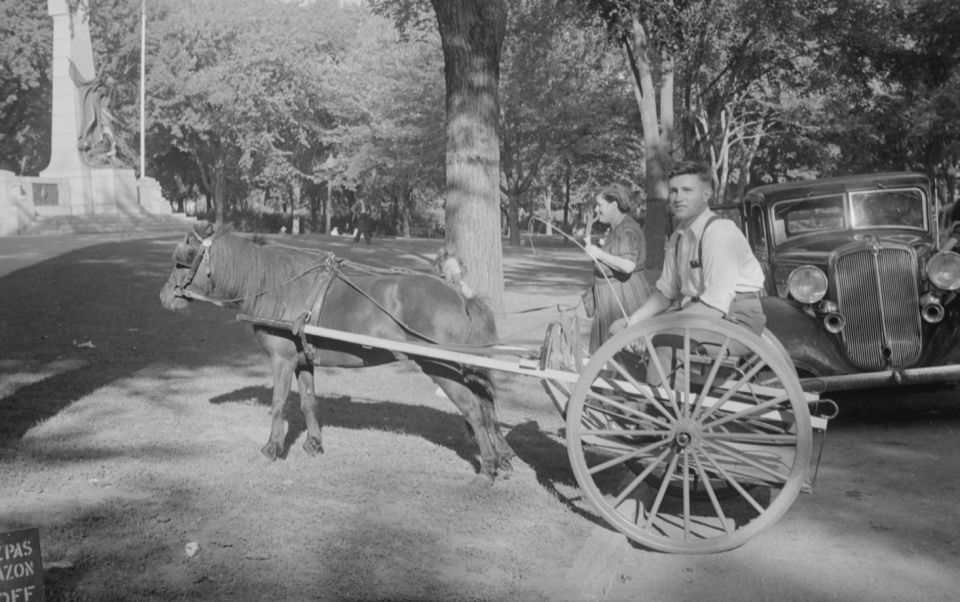
Charrette tirée par un poney. Montréal, 1943.

Il y eut aussi, durant de nombreuses années le Jardin des Merveilles, un petit zoo urbain aménagé par la ville et inauguré le 5 juillet 1957. Démantelé en 1989, le Jardin s'inscrit dans la mémoire de plusieurs Montréalais par ses constructions inspirées de fables et de contes, ses animaux de la ferme et d'autres, plus exotiques, ainsi que par les prouesses de ses otaries. Toutefois, les écureuils gris, très civilisés, y montent toujours aux arbres et font la joie des enfants qui leur offrent des cacahuètes.
Des travaux d’embellissement sont amorcés en 1990 : une nouvelle allée conduit à un belvédère au-dessus de l’étang supérieur, tandis qu’un second belvédère, où on retrouve les œuvres de Michel Goulet, domine l’étang inférieur dans l’axe de la rue Roy. Les statues rappelant la mémoire de Charles de Gaulle et de Félix Leclerc sont installées. C'est en 1992 que le parc devient entièrement la propriété de la ville de Montréal.
Se trouvent dans le parc des édifices tels l’École supérieure du Plateau et le pavillon Calixa-Lavallée. Avec les années, de nombreux monuments s'ajoutent à celui de Dollard des Ormeaux, érigé en 1920.
Le parc La Fontaine joue toujours un rôle dans le cœur des Montréalais et fait partie intégrante de leur vie culturelle avec, entre autres, le Théâtre de Verdure et le café culturel Espace La Fontaine. Le parc demeure un des meilleurs endroits à Montréal pour faire un pique-nique ou, en hiver, patiner sur un lac.

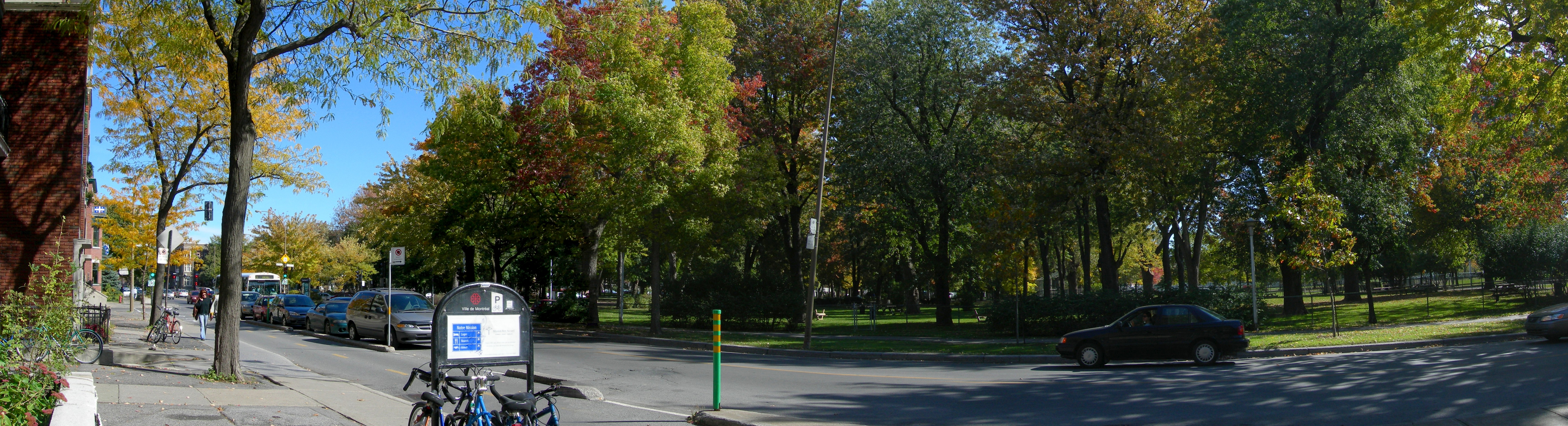
Le parc, côté nord (rue Rachel).

## Lieux et événements culturels

### Chalet-resto

Terrasse du chalet-resto du parc-La Fontaine — 2011 - photo : ville de Montréal

Le chalet-resto du parc La Fontaine est inauguré en 1951 par le maire Camilien Houde. Y travaillent les employés de la ville, jusqu’à sa fermeture en 2008.
En 2010, l’arrondissement du Plateau-Mont-Royal entreprend la rénovation du restaurant pour le revamper et en faire un lieu accessible à tous ; on pourra s'y restaurer et vivre une expérience culturelle.
En 2010, à la suite d’un appel d’offres public, l’arrondissement désigne l'Espace La Fontaine, un organisme à but non lucratif, pour exploiter et animer le chalet-restaurant. La rénovation des espaces intérieurs publics, la cuisine, ainsi que la terrasse, sont réalisées par les architectes Émond, Kozina et Mulvey. Un an plus tard, le 8 juin 2011, l’Espace La Fontaine est inauguré par le maire de l’arrondissement du Plateau-Mont-Royal, Luc Ferrandez. 
L’endroit est moderne, tendance et invitant. Le nouvel aménagement du chalet l'a transformé en café culturel comprenant un espace lounge, un restaurant et une salle de réunion. Les matériaux, bambou et acier inoxydable, ainsi que les couleurs, donnent une continuité dans l’espace de la grande salle. Le mobilier, quant à lui, définit les zones : fauteuils pour l’espace lounge et chaises pour la zone de repas, qui s’articule autour d’une banquette et d’un comptoir de bar. On y sert des repas abordables, des sandwichs pour emporter, des cafés et desserts, des bières québécoises, à déguster dans le bistro, le lounge ou sur la terrasse. Un espace de réunion est également disponible sur réservation. 
Durant toute l'année, l’Espace La Fontaine présentait gratuitement des expositions artistiques et historiques. Le café culturel accueillait aussi des groupes musicaux, misant sur les artistes de la région.
L'Espace La Fontaine a fermé ses portes le 1er mai 2019 et l’organisme à but non lucratif Robin des Bois y a pris ses activités en juillet 2021.

### Centre culturel Calixa-Lavallée
La Maison des Arts Participatif a été inaugurée au Centre culturel Calixa-Lavallée en septembre 2024, "un projet qui réunit cinq organismes du Plateau pour offrir des activités artistiques et culturelles. [...] La Maison des Arts Participatifs se définit comme «un tiers-lieu culturel accueillant, inclusif et accessible.» Elle invite les résidents du Plateau-Mont-Royal et d’ailleurs à participer à des activités gratuites sans inscription, assister à des événements, proposer des idées ou s’inscrire à des séries d’ateliers."

### Spectacles
- Théâtre de Verdure[9] (1956)
- Salle Paul-Buissonneau, à la Maison des Arts Participatifs localisée au Centre culturel Calixa-Lavallée (1932)

### Statues
- Statue en l'honneur de Dollard des Ormeaux et de ses compagnons (1920).

Le fonds d'archives du comité du monument Dollard des Ormeaux est conservé au centre d'archives de Montréal de Bibliothèque et Archives nationales du Québec.
- Statue du personnage historique éponyme Louis-Hippolyte La Fontaine (1930).
- Statue de Félix Leclerc (1990).
- Obélisque en hommage à Charles De Gaulle (1992).

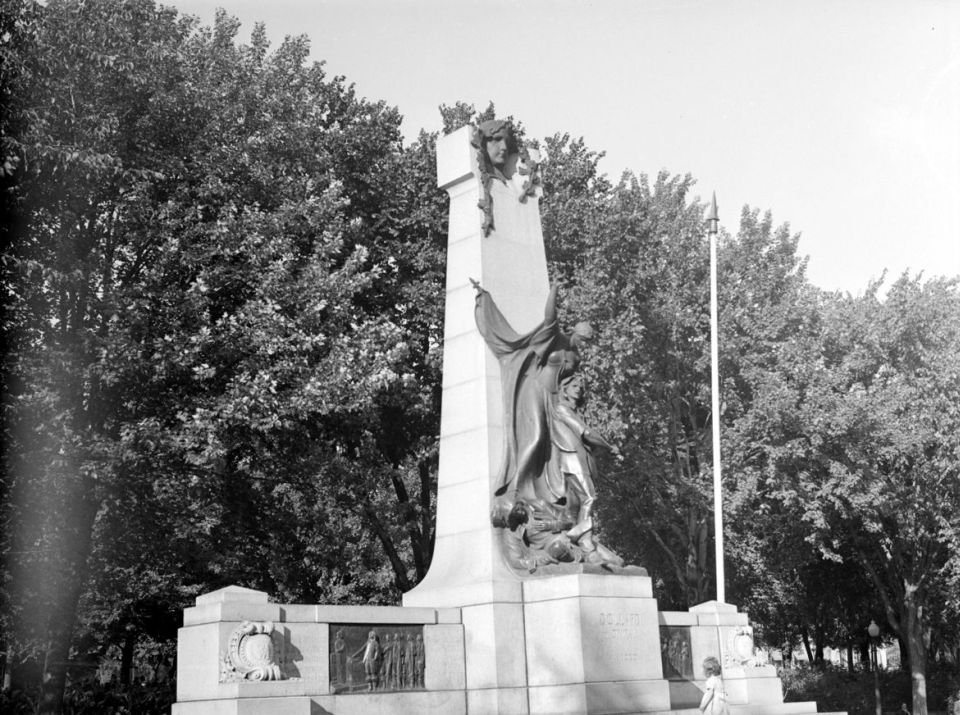
Monument à Dollard des Ormeaux, 1943.
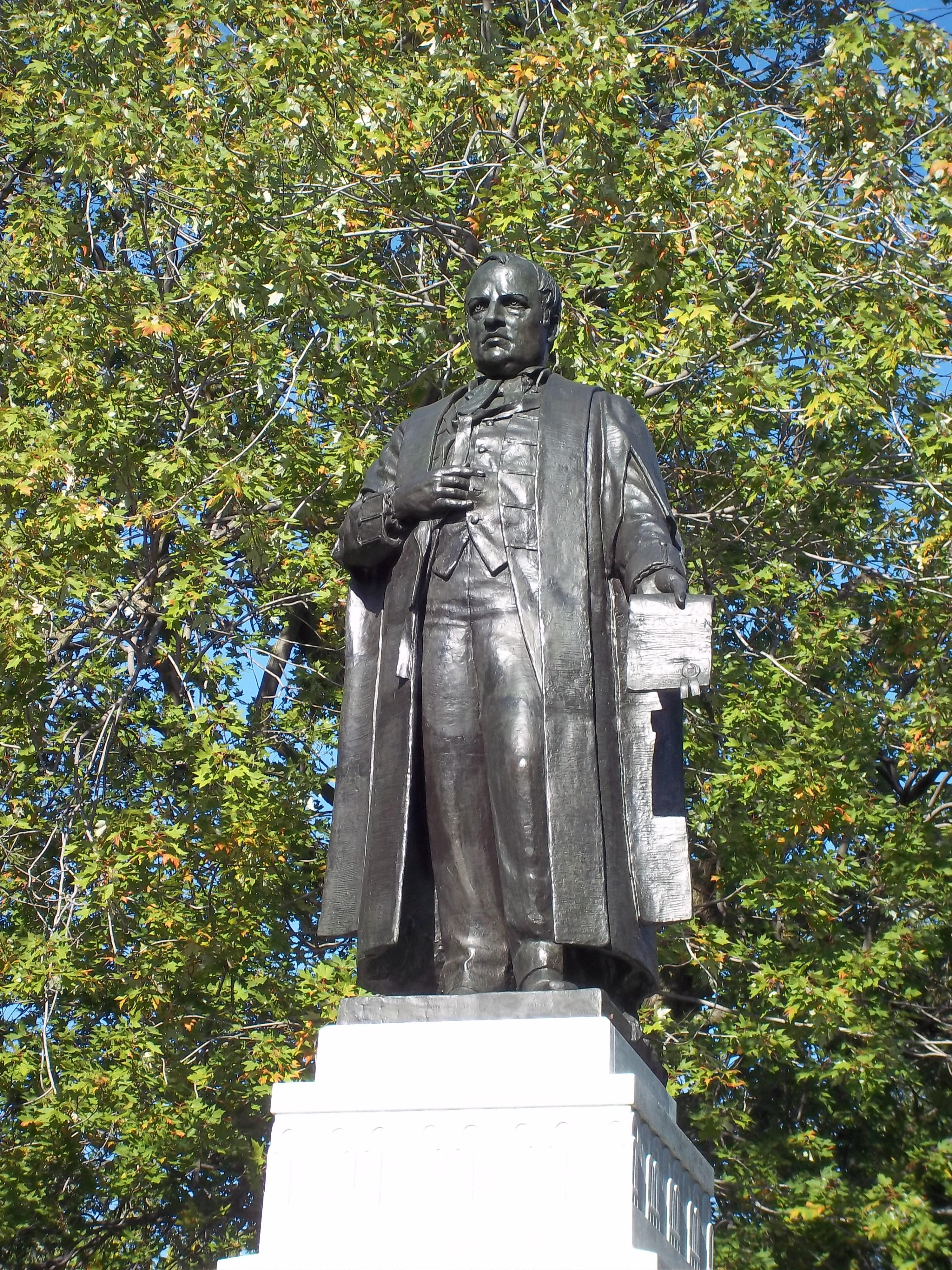
Statue de Louis-Hippolyte La Fontaine.

### Activités
- Depuis 1991, le Concours international de châteaux de sable de Montréal se tient au Parc La Fontaine.
- Le Club Nature du Parc La Fontaine de Montréal organise des activités multiples, prises de photos, vidéos de la faune et de la flore du parc[11].

### Dans la littérature
L'écrivain Michel Tremblay écrit, dans La grosse femme d'à côté est enceinte, Éditions Leméac, 1986: « Le parc était immense… mais pour jouer, selon les critères de Marcel, il fallait entrer dans l'aire de verdure qui longeait la rue Calixa-Lavallée… là où se trouvaient tous les jeux, cette partie du parc-La Fontaine qu'on appelait aussi le parc».

## Piste cyclable

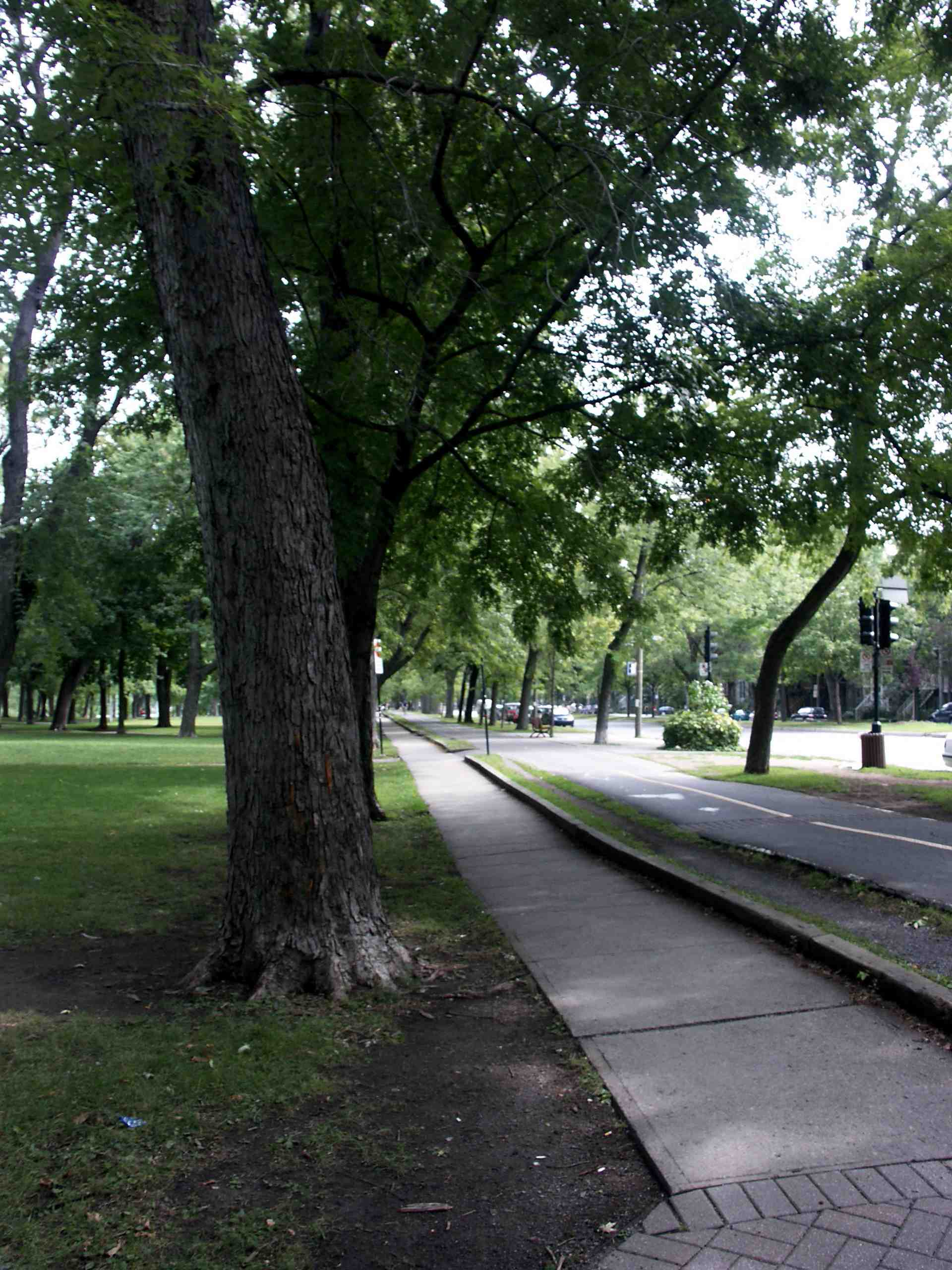
Piste cyclable entre un trottoir et l'avenue du Parc La Fontaine

Une piste cyclable nord-sud le longe sur son côté ouest, le long de l'avenue du Parc La Fontaine. Au sud, la piste bifurque vers l'ouest sur la rue Cherrier et va rejoindre le Vieux-Montréal, via la rue Berri.
Une autre piste cyclable y est adjacente, sur son côté nord. C'est la piste cyclable de la rue Rachel.
L'avenue Duluth y débouche.

## Documentaire
En 1947, Pierre Petel réalise un court documentaire de 6 minutes intitulé Au parc Lafontaine. Produit par l'Office national du film, il présente une vision romantique du parc La Fontaine avec, comme musique de fond, la chanson "Au Parc Lafontaine" , écrite par Pierre Petel et interprétée par le Trio Lyrique. De larges extraits de ce documentaire sont repris dans le film de Luc Bourdon, La Mémoire des anges (2008).

## Galerie
Le Parc La Fontaine et ses bâtiments : 

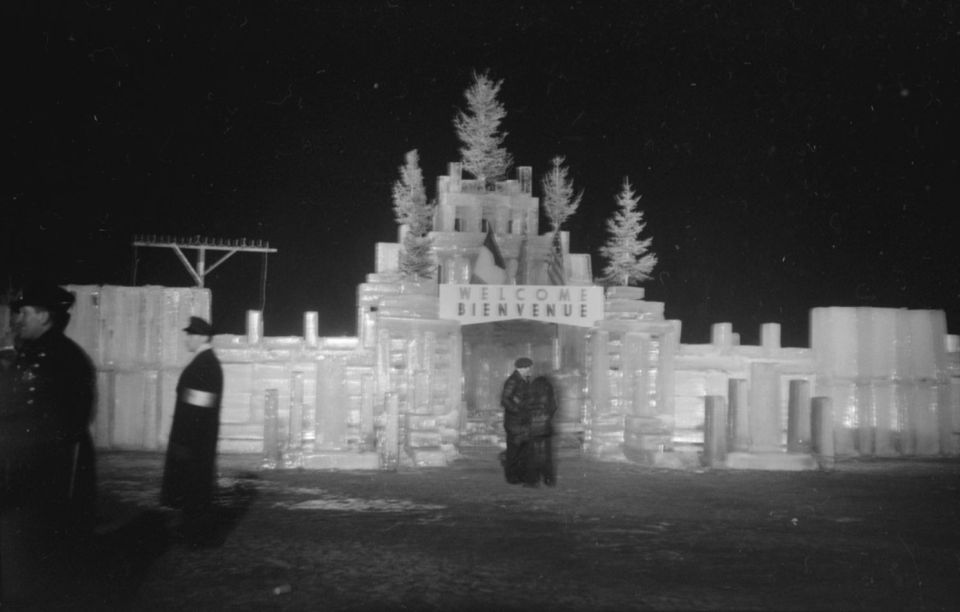
Palais de glace, 1948}.
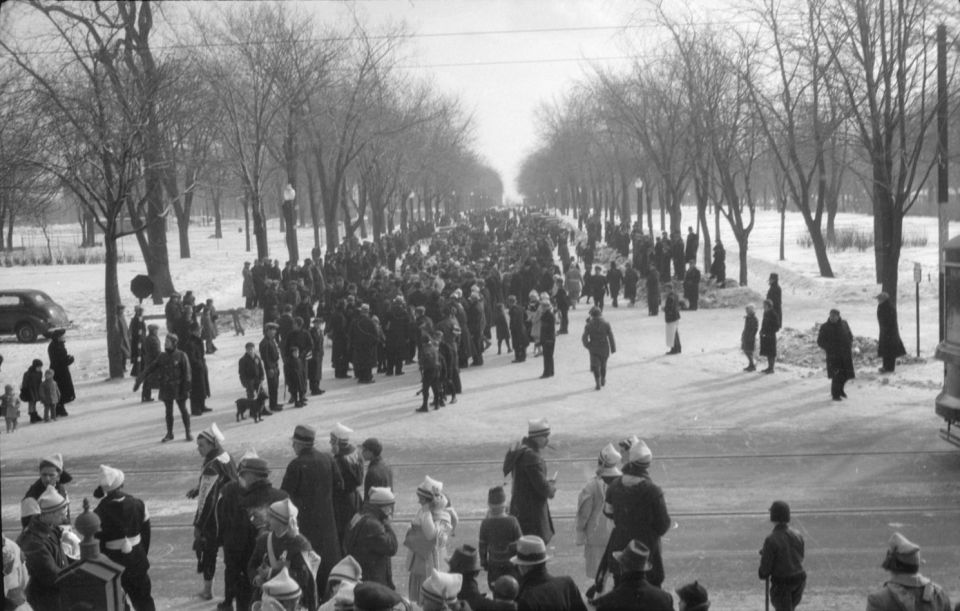
Foule au parc La Fontaine, 1938.
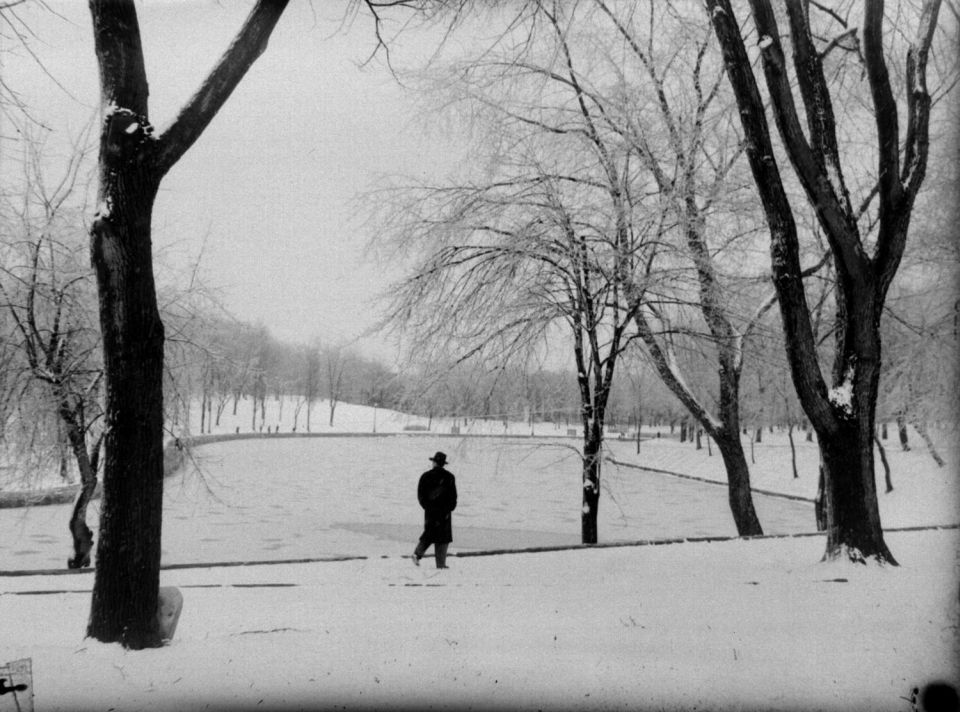
Promeneur entre les arbres défoliés du parc La Fontaine, au début du printemps 1938.
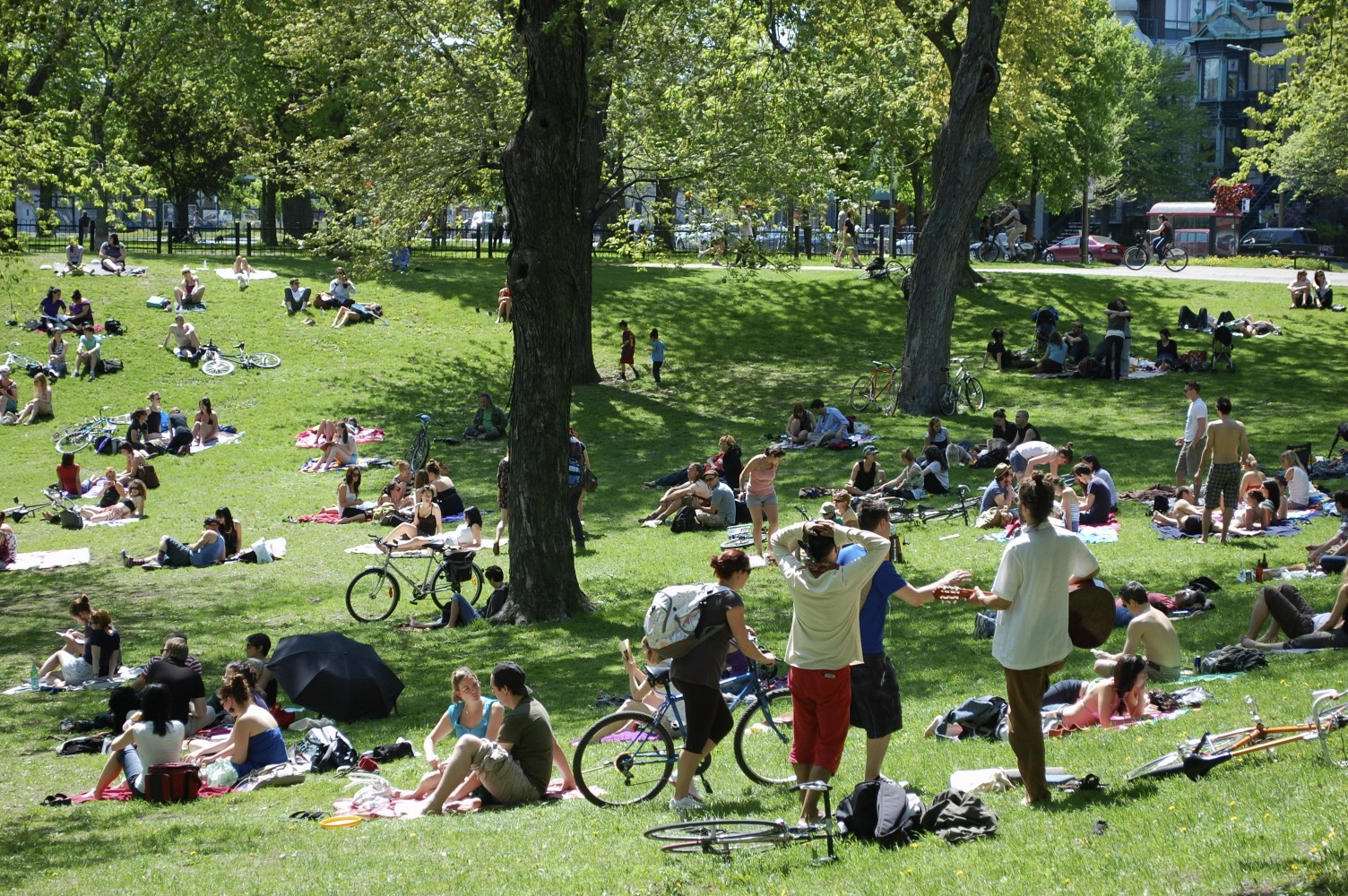
Le parc La Fontaine, un dimanche après-midi.
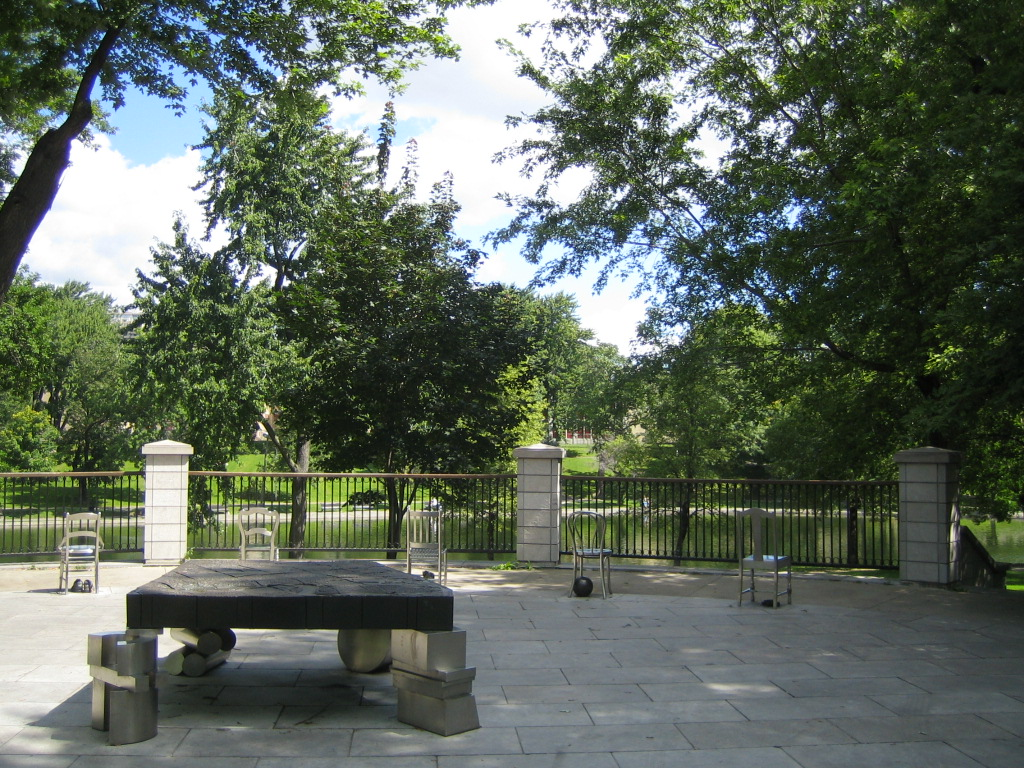
Belvédère à l'intersection de l'avenue Duluth.
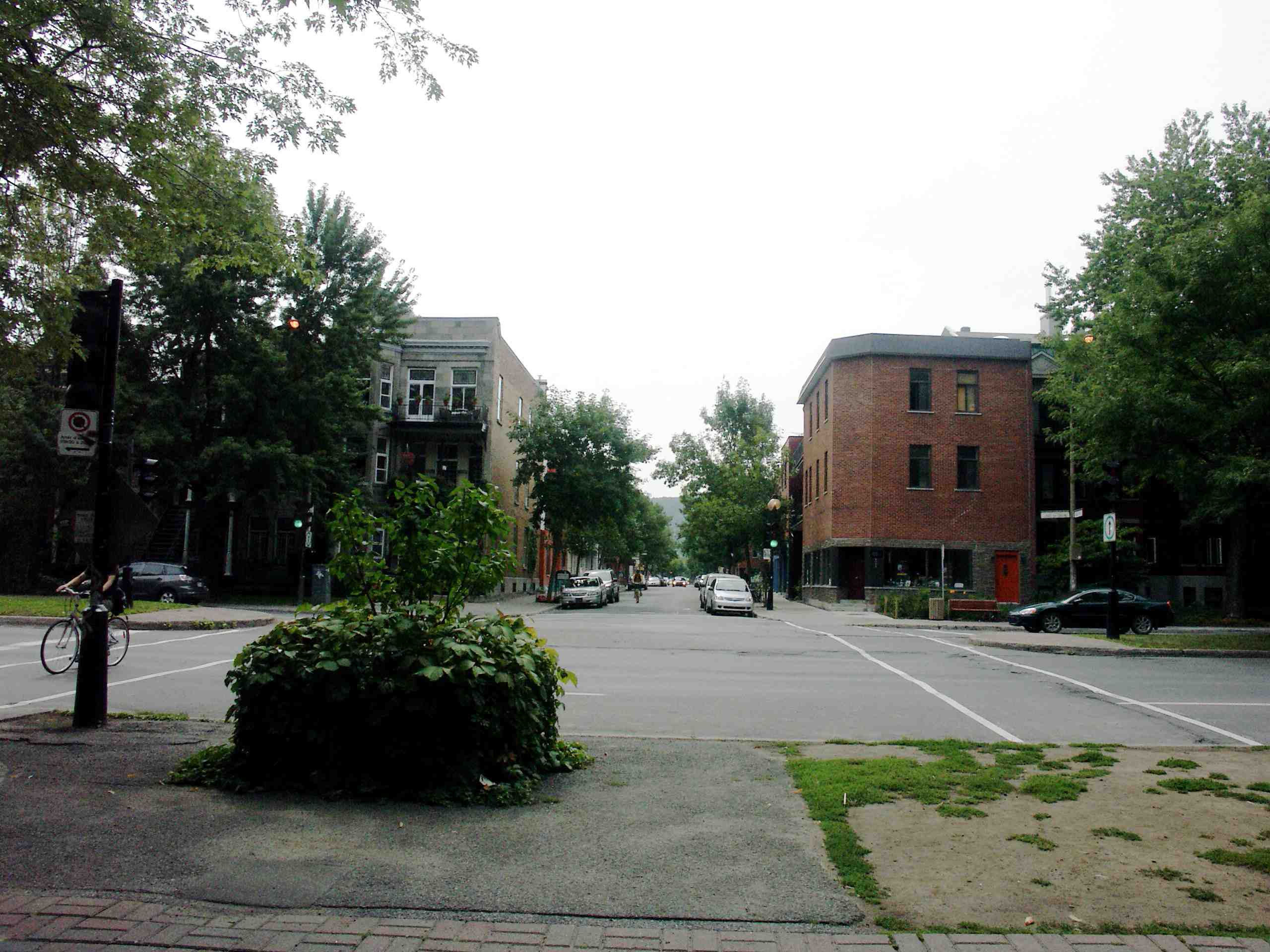
Fin de l'avenue Duluth au parc La Fontaine.
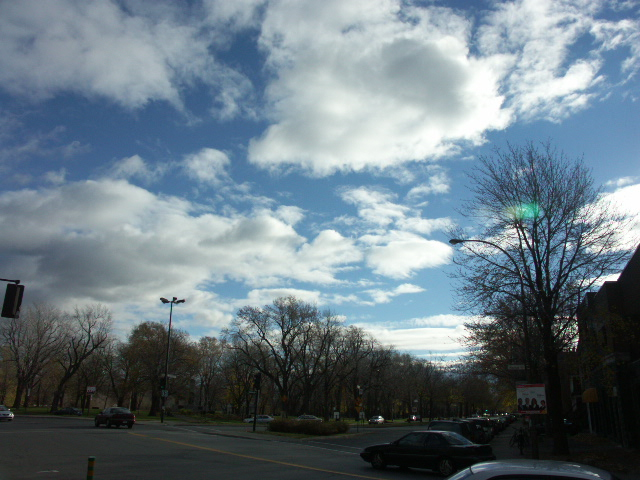
Vue d'automne sur le coin nord-ouest.
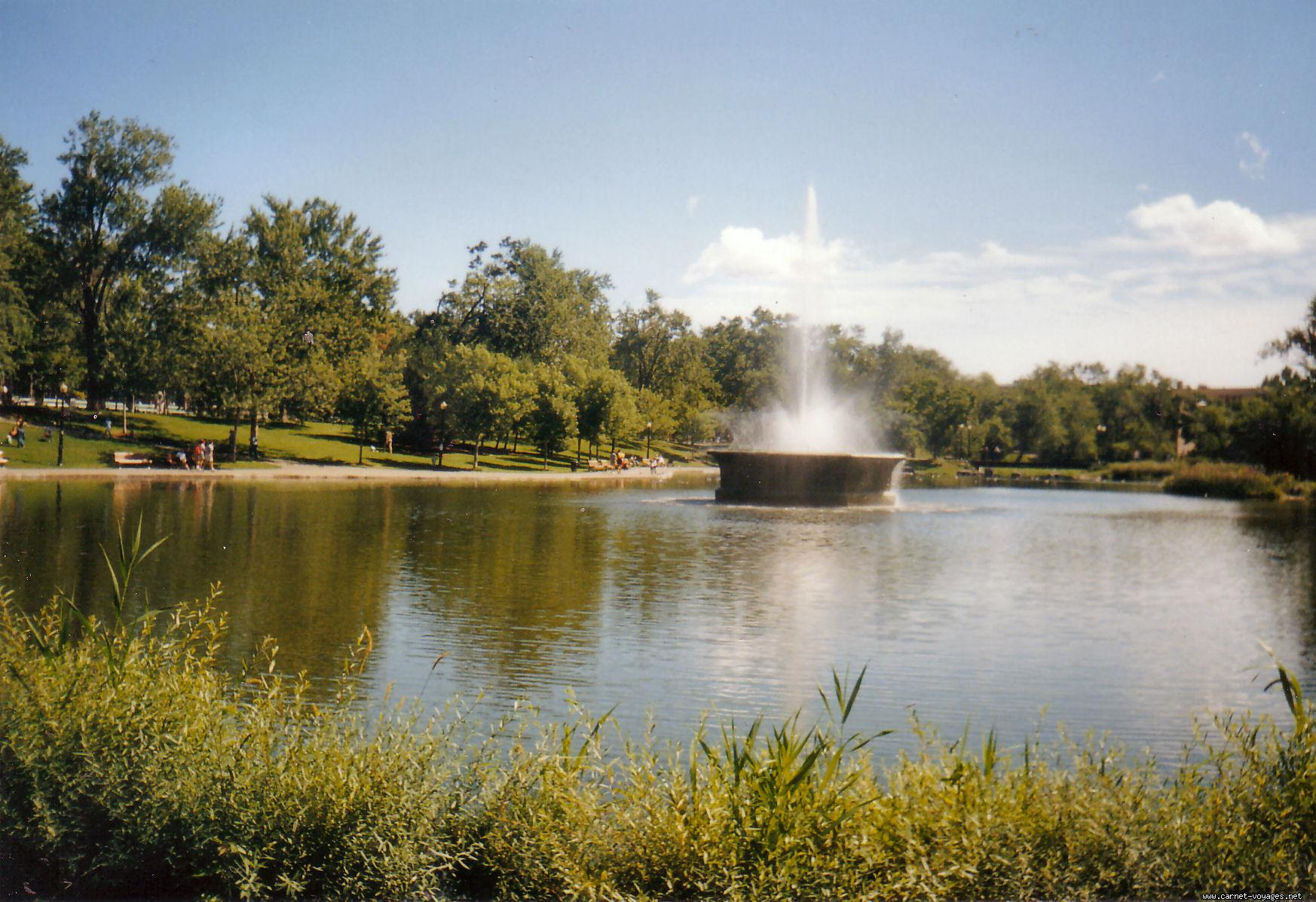
Lac dans le parc.
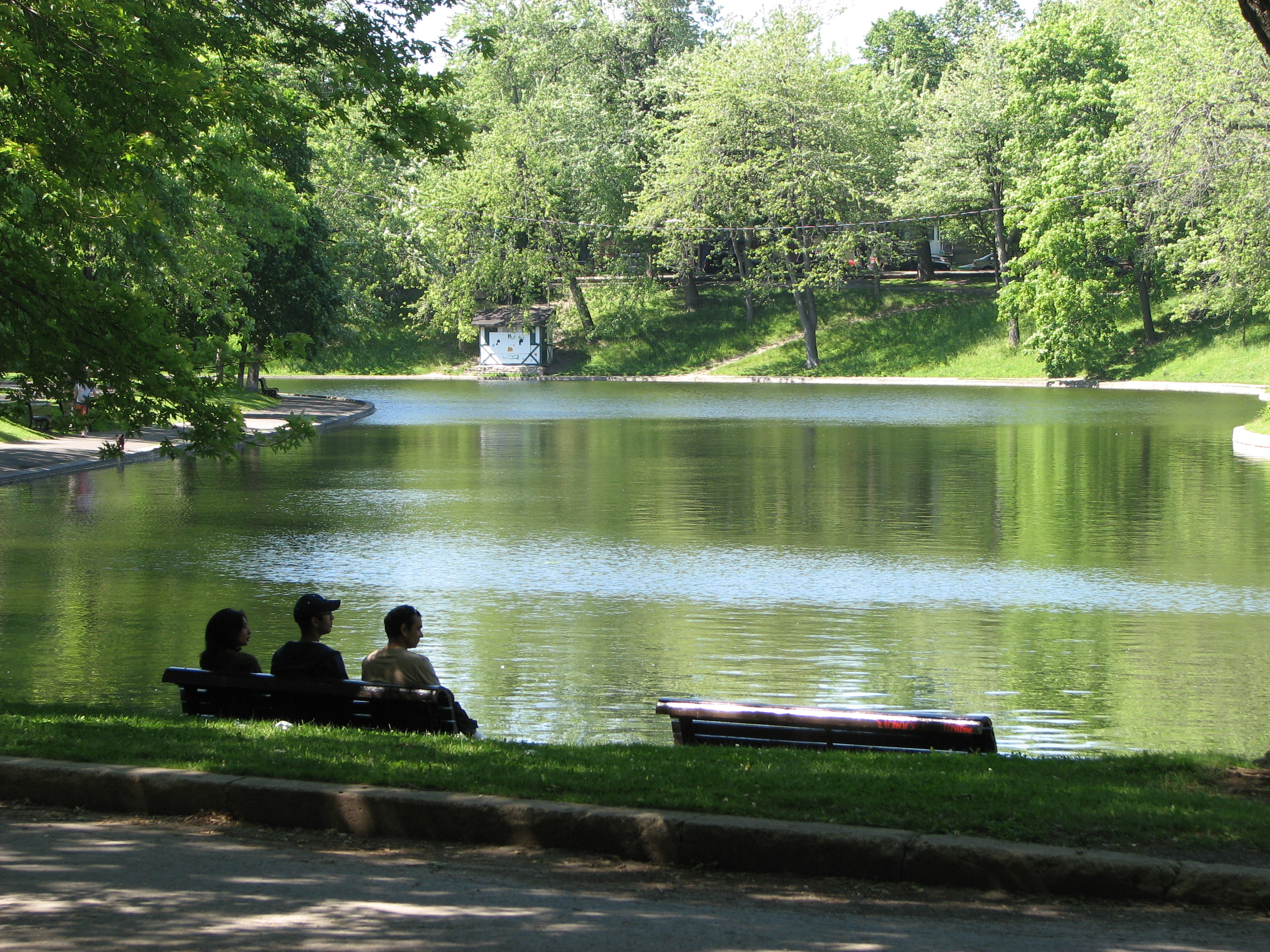
Bassin du parc La Fontaine.
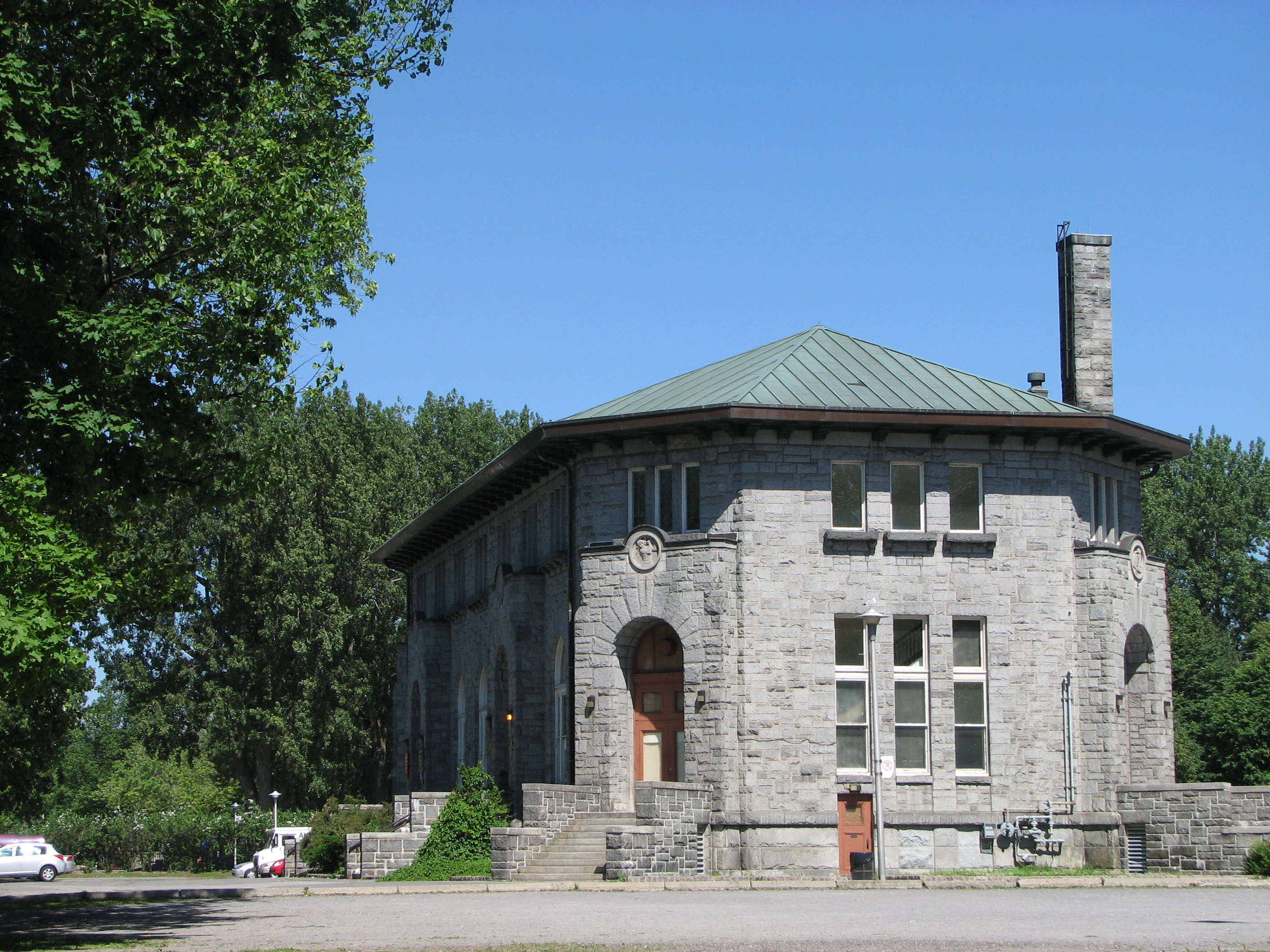
Centre culturel Calixa-Lavallée (Artneuf Inc.).
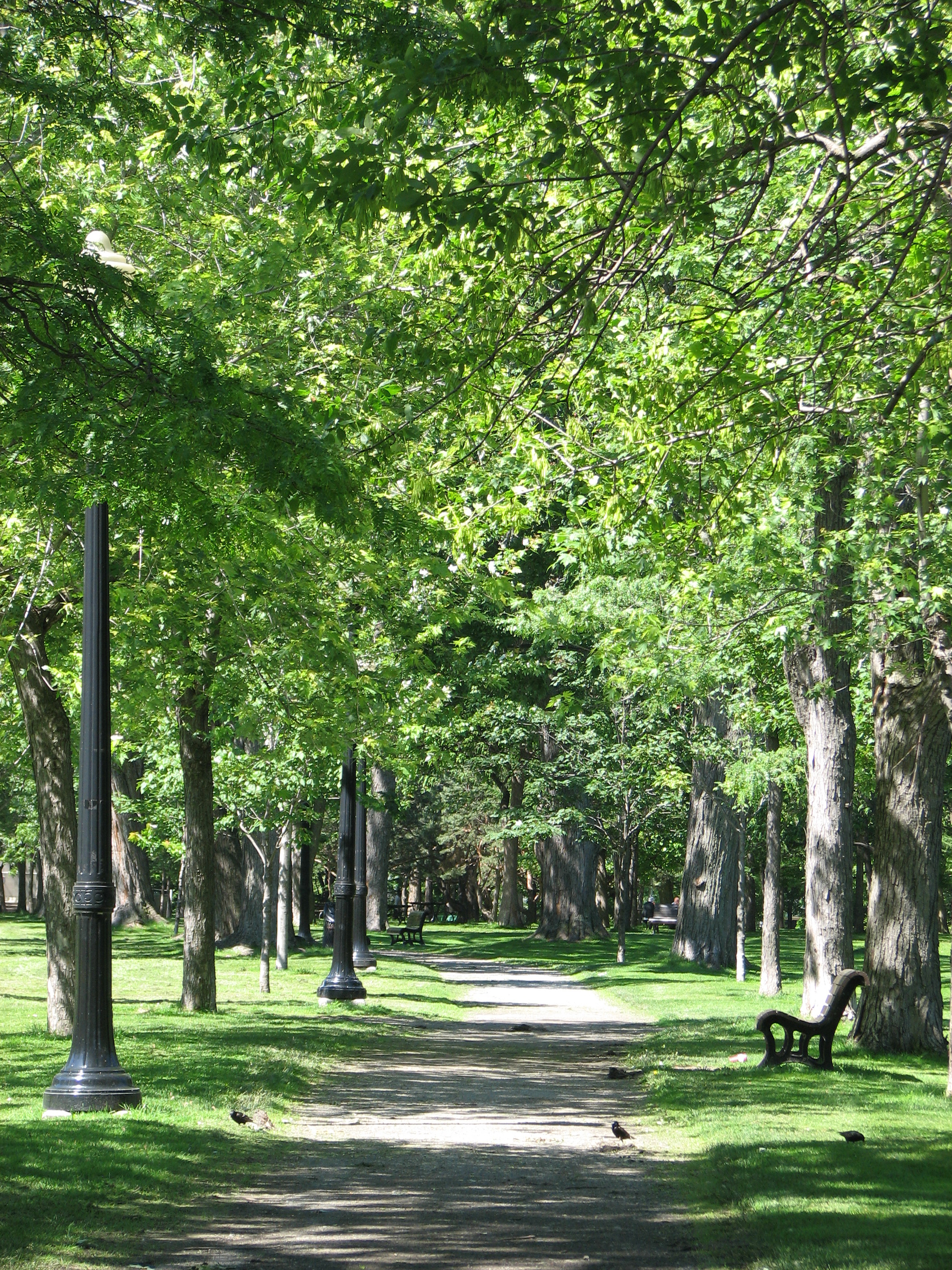
Allée dans le parc La Fontaine.
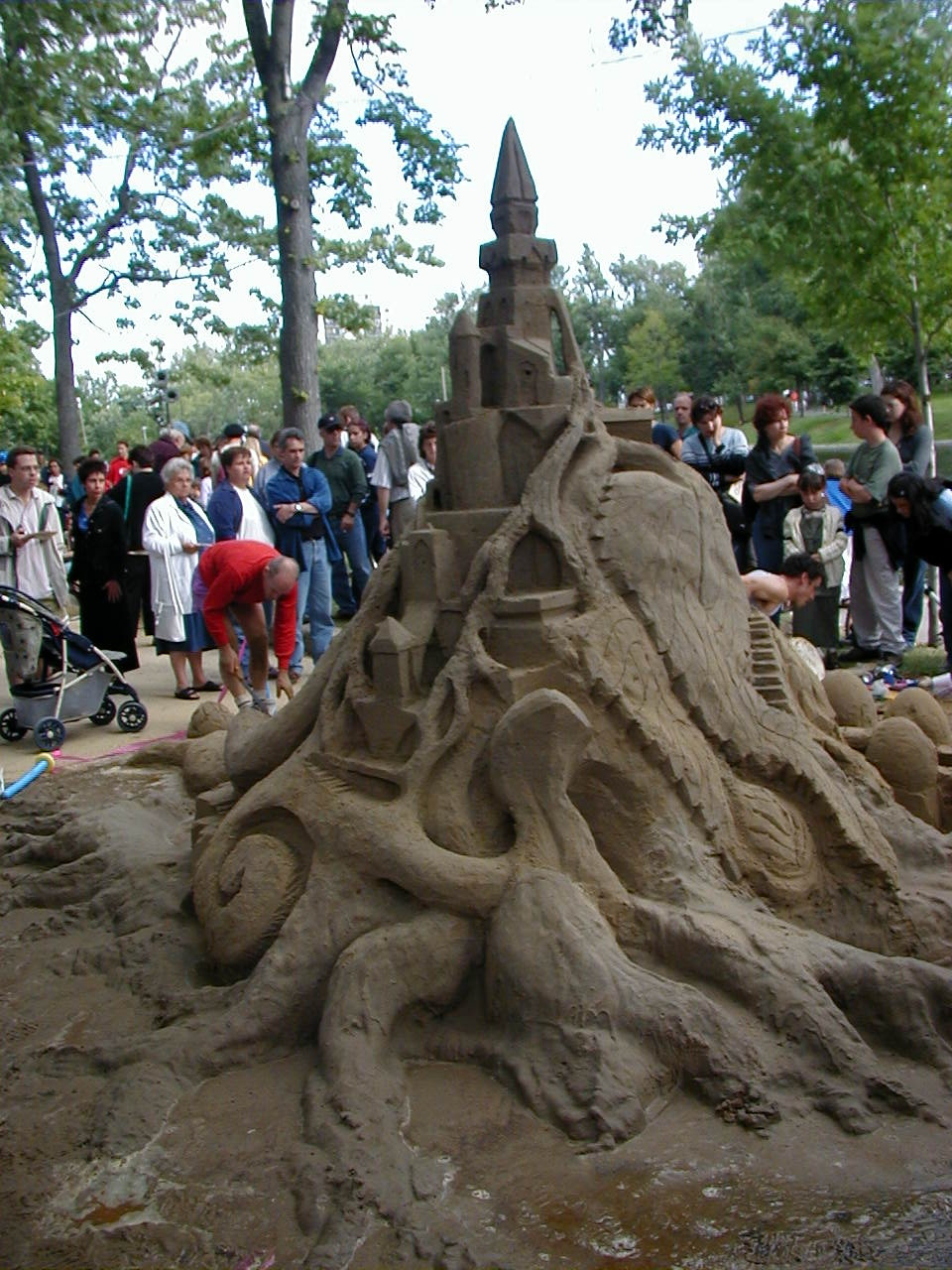
Concours de châteaux de sable.
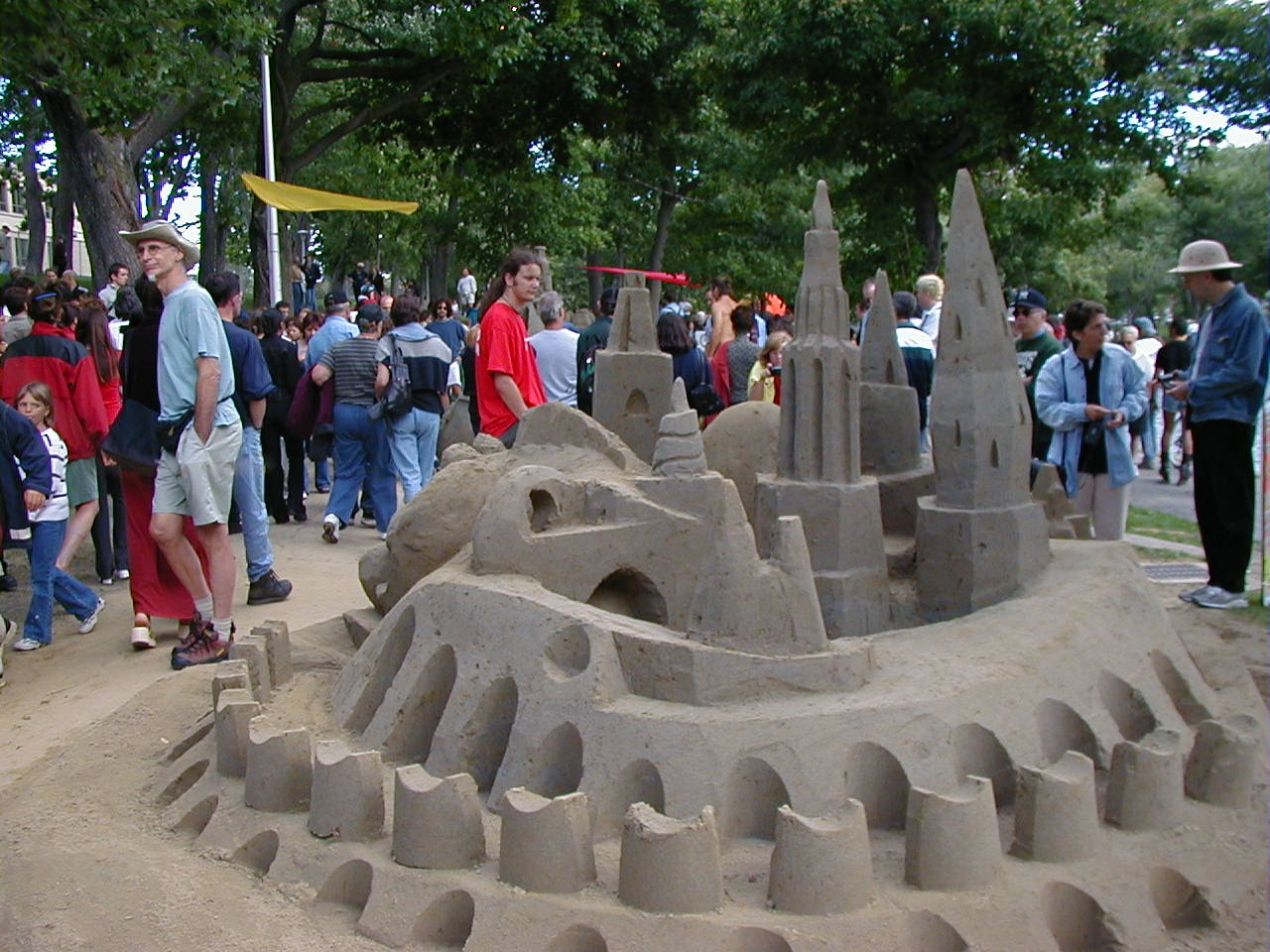
Concours de châteaux de sable.
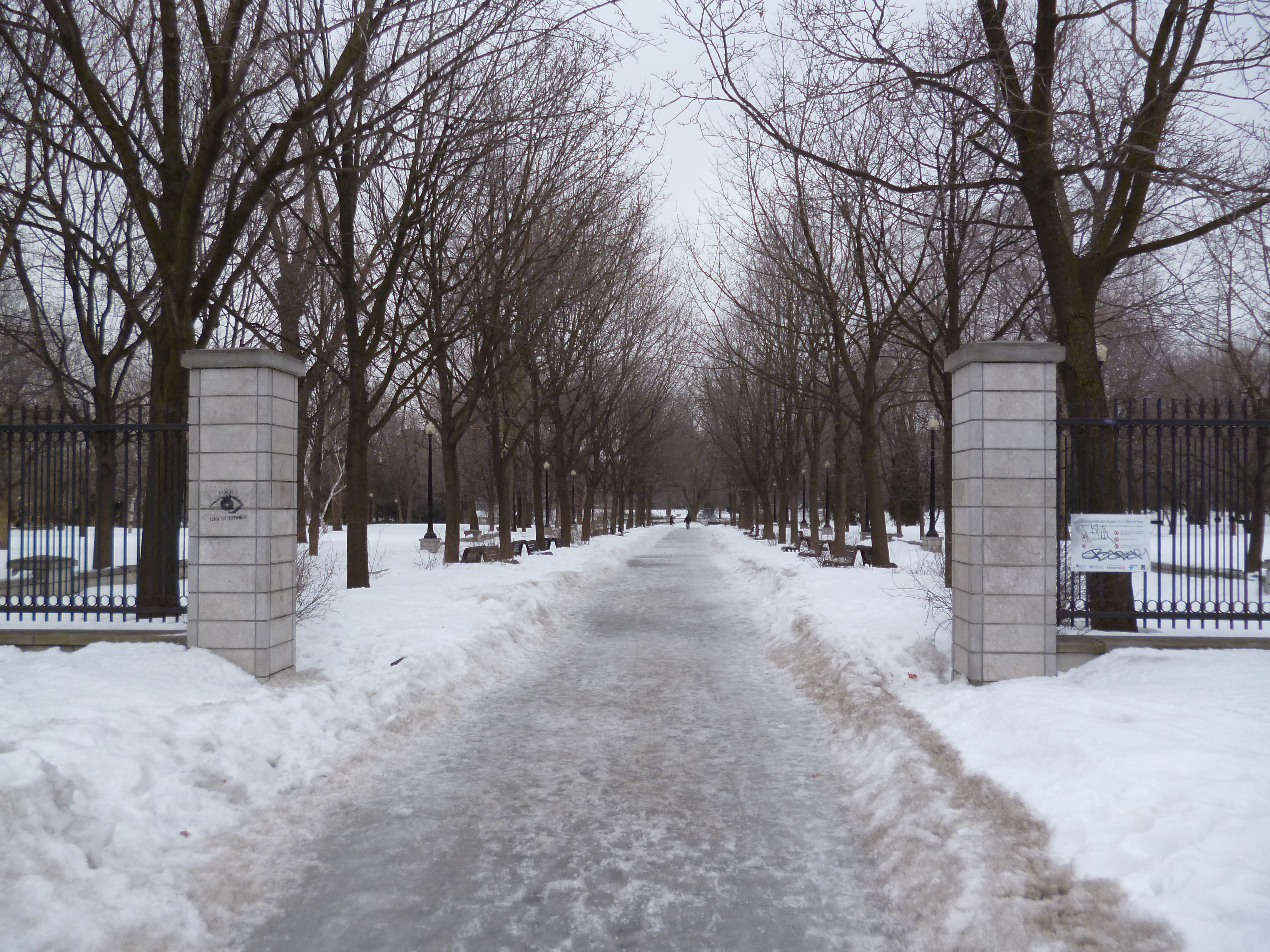
Le parc sous la neige, en février 2014.